# نجم أباد (تشناران)
نجم‌ أباد (بالفارسية: نجم‌آباد) هي قرية تقع في قسم بيزكي الريفي (مقاطعة تشناران) في إيران. يقدر عدد سكانها بـ 46 نسمة .